# Bolazec
Bolazec (bretonisch Bolazeg) ist eine französische Gemeinde in der Bretagne im Département Finistère mit 172 Einwohnern (Stand 1. Januar 2022).

## Lage
Der Ort liegt im Osten des Regionalen Naturparks Armorique (französisch Parc naturel régional d’Armorique), in einer hügeligen und waldreichen, jedoch nur sehr dünn besiedelten Umgebung.
Morlaix liegt 23 Kilometer  nordwestlich, Brest 65 Kilometer westlich, Rennes 150 Kilometer ostsüdöstlich und Paris etwa 440 Kilometer östlich.

## Bevölkerungsentwicklung

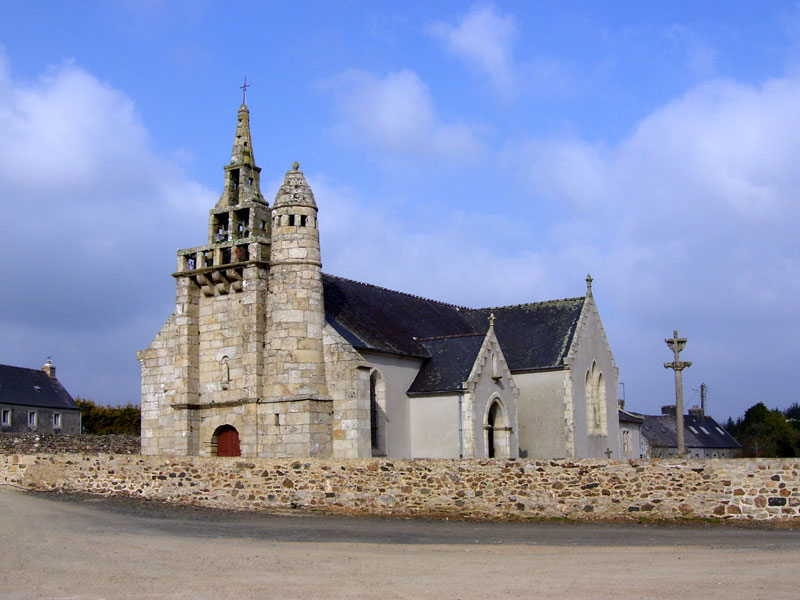
Kirche Notre-Dame-et-Saint-Guénaël

| Jahr                       | 1962 | 1968 | 1975 | 1982 | 1990 | 1999 | 2010 | 2017 |
| Einwohner                  | 544  | 479  | 394  | 297  | 243  | 198  | 192  | 205  |
| Quellen: Cassini und INSEE |      |      |      |      |      |      |      |      |

## Verkehr
Bolazec liegt abgelegen von den Hauptverkehrswegen. Bei Morlaix und Plouaret befinden sich die nächsten Abfahrten an der Schnellstraße E 50 (Rennes-Brest) und Regionalbahnhöfe an der parallel verlaufenden Bahnlinie.
Bei Brest und Rennes gibt es die nächstgelegenen Regionalflughäfen.